# Eupsilia nigrolineata
Eupsilia nigrolineata là một loài bướm đêm trong họ Noctuidae.